# Manifestations de 2014 à 2017 au Venezuela
Les manifestations au Venezuela, aussi nommées « la Salida » (la sortie) par ses partisans, désignent une série de manifestations, parfois tournées vers l'émeute, survenues dans certains quartiers des grandes villes du Venezuela de février 2014 à 2017. Les raisons en sont l'hyperinflation, la criminalité importante, et les pénuries à court terme de certains biens de première nécessité dues à la crise économique en cours depuis 2012, qui a réduit le PIB vénézuélien de 67 % entre 2012 et 2020. Elles visaient à obtenir la démission du gouvernement chaviste vénézuélien, au pouvoir de façon ininterrompue depuis 1998,.
Deux protestations se déroulent de manière concomitante : des manifestations étudiantes spontanées et un appel à la manifestation de la part d'opposants au gouvernement socialiste vénézuélien dirigé par le président Nicolás Maduro. Rapidement les premières répressions ont lieu et des affrontements entre manifestants et forces de l'ordre, mais aussi entre manifestants pro ou anti Maduro, déchirent les rassemblements. Au cours des manifestations, l'accès à certains contenus de Twitter aurait été momentanément bloqué.
Les manifestations connaissent un regain de force et de violence à partir du 1er avril 2017, qui continue les mois suivants.
Au 30 juillet 2017, 115 morts sont recensés après quatre mois de violence.

## Contexte

### Crise économique
La dégradation de la note de la dette du Venezuela par Moody's, au lendemain des élections municipales de décembre 2013 (es), durant lesquelles la coalition gouvernementale devance nettement la coalition d'opposition, pointe du doigt les difficultés financières du pays. L'inflation rampante — 56 % en 2013 —, le ralentissement de la croissance (1,3 % en 2013 contre 5,6 % l'année précédente), sont autant de facteurs d'incertitudes malgré les grandes réserves de pétrole du pays. Dans Le Monde, un investisseur anonyme explique ainsi que la situation n'est pas désespérée, sous réserve qu'il n'y ait pas d'« explosion sociale, [ce qui est] impossible à prédire ».
Dans ce contexte, est abordée la question de l'augmentation du prix de l'essence, qui avait suscité, avec d'autres augmentations, le sanglant Caracazo de 1989. Les pénuries par ailleurs ajoutent aux tensions dans le pays, ainsi par exemple, le 11 février 2014, une manifestation de journalistes a lieu pour dénoncer la pénurie de papier ayant déjà interrompu la publication de nombreux journaux.

### Crise sanitaire
Depuis la chute des cours du pétrole, les Vénézuéliens subissent une pénurie d’aliments et de médicaments.
La mortalité infantile est en augmentation au Venezuela, alors que celle-ci est en régression dans le monde. Une des raisons de cette situation est liée à la malnutrition des mères. Selon la Fédération médicale vénézuélienne, les « hôpitaux fonctionnent avec seulement 3 % des médicaments nécessaires ».

## Déroulements

### Premières mobilisations

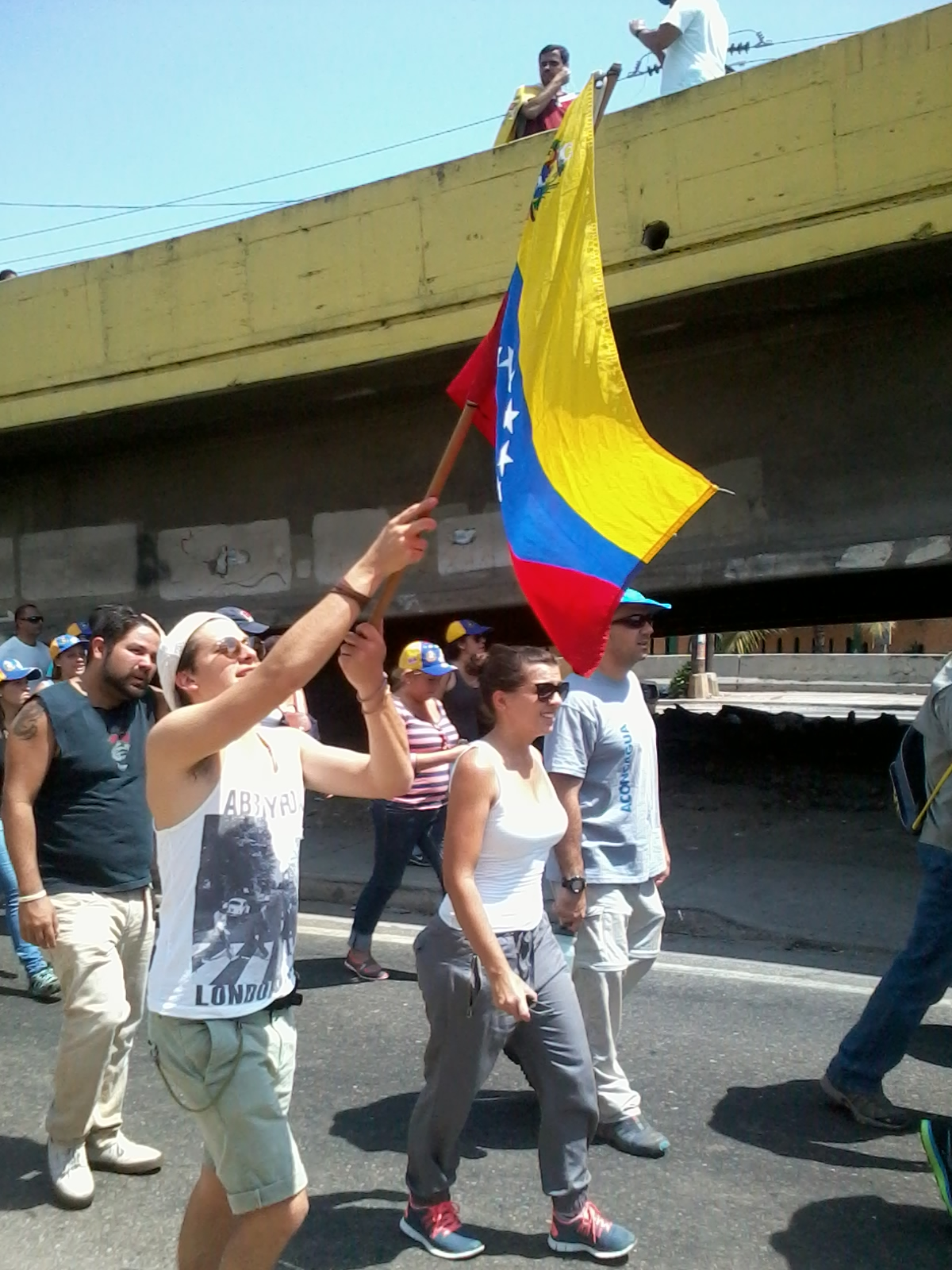
Marche étudiante à Valencia.

Des appels de l'opposition, incarnée par Leopoldo López, chef du parti Voluntad popular, et la députée María Corina Machado, sont lancés fin janvier dans le but de changer de gouvernement. Un meeting, organisé le 2 février 2014, rassemble plus d'une centaine de personnes alors que les chefs de l'opposition qui s'y expriment fixent une date pour une marche de lutte contre le pouvoir au 12 février,,. Henrique Capriles, candidat de l'opposition aux élections présidentielles de 2012 et de 2013, refuse pour sa part de se joindre au mouvement.
L'origine de la contestation étudiante peut être retracée au 4 février, lorsqu'une première mobilisation spontanée a lieu à l'Université des Andes, à Mérida, ainsi que dans d'autres villes dont San Cristóbal, pour manifester contre l'insécurité, à la suite d'une tentative de viol dont aurait été victime une étudiante la veille. Cette attaque sur une étudiante fait par ailleurs suite à une série de violences, de vols et de cambriolages dans différentes universités du pays (Université Santa Maria, un des campus de l'Université catholique Andrés-Bello, Université Alejandro de Humboldt (es)). Trois étudiants et un commerçant sont arrêtés, entraînant une nouvelle manifestation pour leur libération. Les protestations étudiantes continuent dans l'État de Táchira. Elles sont également organisées dans l'Mérida. Le 9 février, les manifestations s'intensifient après l'arrestation de plusieurs étudiants.
Le 11 février, les manifestations étudiantes s'étendent désormais aux États de Táchira, Zulia, Caracas et Coro pour la libération des étudiants arrêtés par les forces de l'ordre. Le mouvement étudiant, même s'il se poursuit, est rapidement récupéré par les partis politiques. Le 12 février, les dirigeants politiques et étudiants sont appelés à marcher dans 38 villes du pays pour manifester contre le gouvernement, notamment à cause du coût trop élevé de la vie, des répressions des précédentes manifestations et des pénuries qui frappent les biens de première nécessité. La manifestation à Caracas s'achève par une dispersion violente, des témoins journalistes, notamment de l'Agence France-Presse sur place, racontant que des civils à moto et des partisans du gouvernement s'en sont pris à la presse et aux manifestants. Un premier bilan fait état de 3 morts, 23 blessés et une trentaine d'arrestations, bilan alourdi plus tard lorsqu'une soixantaine de blessés sont dénombrés. Dans la soirée, le président Maduro dénonce une « résurgence nazie fasciste » pendant que l'opposition accuse les chavistes d'avoir saboté les manifestations,,.
Les heurts sont compliqués par la présence d'individus violents, mais aussi d'un agent du Sebin, une unité de la police vénézuélienne, qui, repéré par le quotidien Ultimas Noticias, a été vu tirant sur les manifestants d'opposition durant les protestations du 12, ce qui a entrainé la destitution du directeur de la Sebin par le gouvernement,.

### Mobilisations postérieures

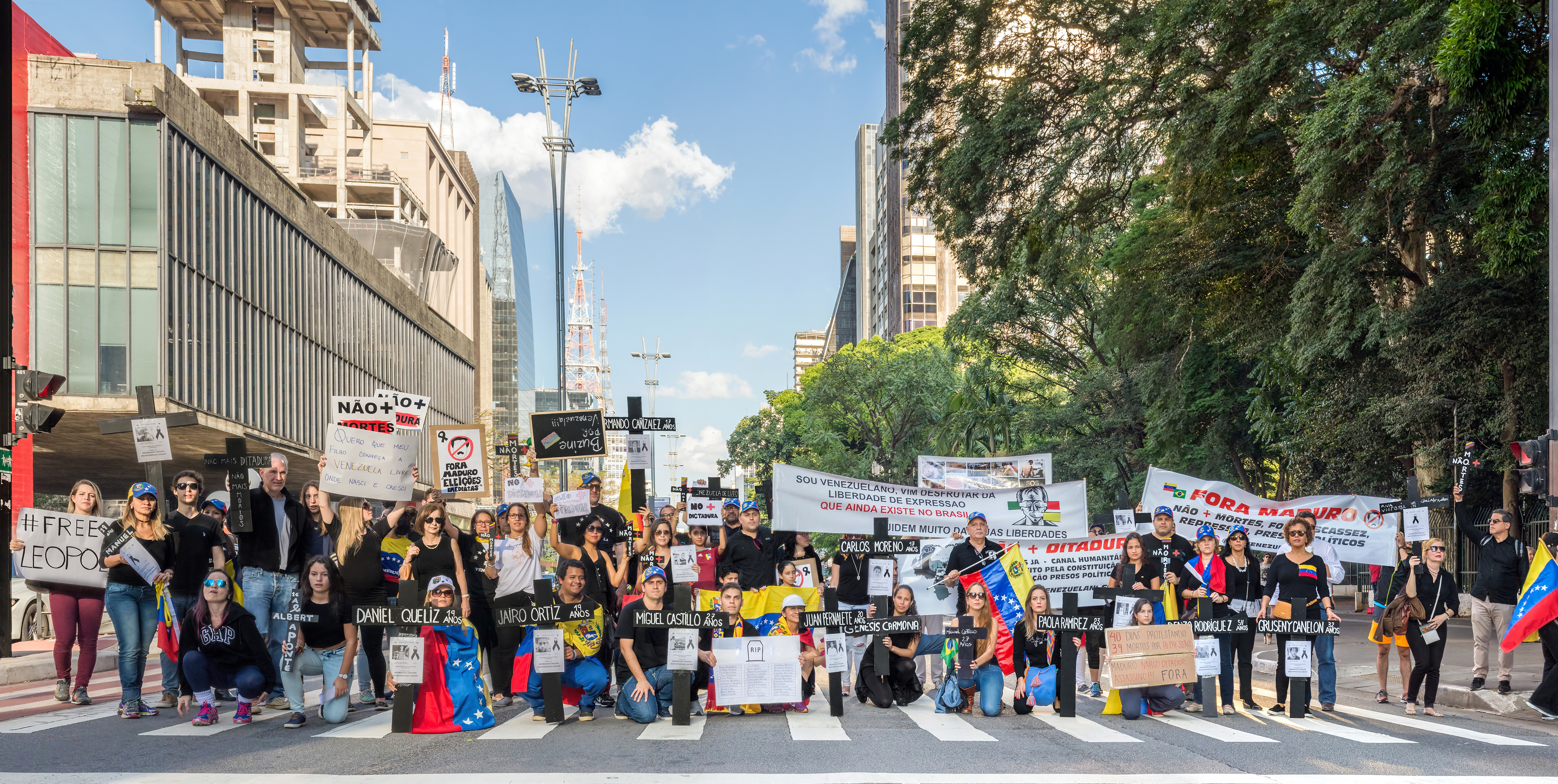
Protestation à São Paulo, Brésil.

Le 13 février, les manifestations étudiantes continuent et gagnent de l'ampleur. Sept universités vénézuéliennes, cinq publiques et deux privées, ont décidé de suspendre leurs activités.
Le 15 février, opposants et partisans du gouvernement rassemblent des manifestations séparées dans Caracas, plusieurs milliers de chaque côté. Les opposants s'amassent sur une place à l'est de la ville tandis que les partisans s'acheminent vers le centre. D'autres manifestations du même type sont organisées à San Cristobal, Mérida, Valencia et El Vigia. Le 16 février, les protestations continuent et s'intensifient encore plus. Le ministre de la Justice Miguel Rodríguez Torres annonce des mesures pour « neutraliser les groupes violents », et note que les forces de l'ordre ne font désormais plus face uniquement qu'avec des étudiants. Il accuse également Ramón Muchacho, le maire de la municipalité de Chacao, de ne pas assumer ses responsabilités face à de telles violences. Il critique également les mesures tardives prises par le gouverneur de Miranda, Henrique Capriles. Rodríguez Torres déclare que, depuis le début des manifestations mercredi dernier, 120 personnes ont été appréhendées « dans le cadre du respect et de la convention des droits de l'Homme ». Lors d'une conférence de presse, la ministre de la Communication et de l'Information, Delcy Rodríguez, avertit que le gouvernement national mènera des actions en justice contre « la manipulation médiatique » des médias internationaux. Elle dénonce également de fausses photos qui ont été mises en ligne sur les réseaux sociaux dans le but d'intensifier encore plus la colère des citoyens. La ministre Rodríguez affirme également que la chaîne NTN24 incite à la haine, et dénonce la demande d'intervention de forces étrangères au pays par María Corina Machado. En réplique aux manifestations des opposants, les partisans du gouvernement sont appelés par celui-ci à défiler le mardi 18 février. Alors que les manifestations pro et anti à Caracas se déroulent dans le calme, la répression face aux étudiants et aux manifestants continue dans la ville de Valencia ; 6 morts sont dénombrés.
Accusé par le gouvernement d'inciter à la sédition et à la révolte, Leopoldo Lopez s'est rendu calmement aux autorités dans la matinée du 18 février 2014. L'opposant, qui avait appelé les vénézuéliens à amener la lutte dans la rue pour changer de gouvernement, est jugé le 19 février 2014 puis envoyé à la prison de Coro, une prison militaire où sont détenus d'autres manifestants. La manœuvre est délicate, l'opposition se rangeant en apparence uniformément derrière Lopez à l'annonce de son arrestation, et est rapidement dénoncée par Human Rights Watch qui pointe du doigt l'absence de chefs d'accusation sérieux à l'encontre de Lopez. Leopoldo Lopez est libéré de prison le 8 juillet 2017. Il est ensuite placé en résidence surveillée dans le cadre de sa condamnation à 14 ans de prison.
Le Monde diplomatique, citant le New York Times, observe que l'opposition à échouer à mobiliser en dehors des quartiers aisés des grandes villes, les habitants des quartiers populaires étant restés distant vis-à-vis du mouvement de protestation.

### Reprise des manifestations à partir d'avril 2017
À la suite des élections législatives vénézuéliennes de 2015, l'opposition est majoritaire au Parlement du Venezuela. Le 27 mars 2017, le Tribunal suprême de justice (TSJ) - l'équivalent au Venezuela d'une cour suprême - lève l'immunité parlementaire des députés. Puis le 29 mars, le TSJ, composé majoritairement de chavistes (pas tous maduristes) décide de dissoudre le Parlement et de s'arroger ses pouvoirs. Le président du Parlement, Julio Borges, accuse : «Au Venezuela, Nicolas Maduro vient de commettre un coup d’État», appelle la population à descendre dans la rue et demande des élections anticipées. Le chef des députés de l’opposition, Stalin Gonzalez, promet «Nous allons planifier des actions de protestation, lancer un immense mouvement de pression citoyenne et de résistance». Le 31 mars, le TSJ annonce qu'il annule sa décision, et ne dissout pas le Parlement, spécialement pour ne pas provoquer les manifestations. Mais les manifestations ont quand-même lieu, et connaissent un regain de force et de violence à partir du 1er avril 2017, qui continue les mois suivants.
Le 10 juillet 2017, l'opposition organise un "grand blocage de Caracas". Les manifestants bloquent les rues de la capitale vénézuélienne avec des barricades faites de cordes, de véhicules, d'arbres et de détritus, afin de protester contre le projet d'assemblée constituante de Maduro. Des manifestations ont également lieu dans d'autres villes du pays. Au niveau national, les affrontements avec la police ce jour-là débouchent sur la mort d'un manifestant de 16 ans à La Isabelica (au nord du pays) et des dizaines de blessés. De plus, un candidat à la Constituante, José Luis Rivas, 42 ans, a été tué par balle par des inconnus alors qu’il faisait campagne dans la ville de Maracay, mais malgré le contexte très tendu, l'hypothèse d'un règlement de comptes est privilégiée par rapport à celle d'un assassinat politique.
Le 22 juillet, la MUD nomme 33 magistrats afin de créer une cour suprême parallèle au Tribunal suprême de justice, dans lequel elle n'a pas confiance,,. L'un des magistrats nommés, Angel Zerpa Aponte, est arrêté le jour-même par le service de renseignement vénézuélien, le SEBIN. Le 23 juillet, une manifestation de soutien à la cour suprême parallèle a lieu à Caracas. Alors qu'elle essaye de passer devant le Tribunal suprême de justice, elle est stoppée avec des gaz lacrymogène par des militaires. Plusieurs dizaines de personnes sont blessées lors des heurts qui suivent. Parmi les blessés figure Wuilly Arteaga, un violoniste de 23 ans devenu célèbre en jouant l'hymne national face aux policiers pendant que des heurts se déroulaient autour de lui ; il doit être transféré en centre de soin car il saignait très abondamment à la suite de blessures au visage provoquées par des plombs de chasse. Le 24 juillet, Angel Zerpa Aponte passe devant un tribunal militaire qui ordonne son placement en détention. Le 26 juillet, deux autres magistrats de la cour suprême parallèle, Jesus Rojas Torres et Zuleima Gonzalez, sont à leur tour arrêtés par le SEBIN.

#### Référendum symbolique du 16 juillet 2017
Le dimanche 16 juillet, l'opposition organise un référendum symbolique pour demander des élections anticipées. Ce référendum est purement symbolique et n'a aucune valeur légale, la coalition de l'opposition MUD le présente elle-même comme un acte de désobéissance civile. Cet événement a lieu quelques jours avant les élections législatives pour le projet d'assemblée constituante dont le président Maduro voudrait se servir afin de modifier la Constitution, et l'opposition décrit son référendum comme une manière de protester contre le projet de Nicolas Maduro. L'opposition veut également prouver qu'elle bénéficierait du soutien de la majorité de la population.
Cette élection symbolique mobilise 7,2 millions d'électeurs (6 492 381 personnes ont voté au Venezuela, et 693 789 à l'étranger) répartis entre 2100 points de vote (5 fois moins que lors d'une élection normale) sur un pays qui compte 30 millions d'habitants. La majorité des électeurs veulent des élections anticipées. Ce qui peut être rapproché des 7,7 millions d'électeurs qui ont voté pour l'opposition lors des élections législatives vénézuéliennes de 2015.
Lors du scrutin, des inconnus à motos tirent sur un point de vote à Caracas. Une femme est tuée par la fusillade et trois autres personnes sont blessées,.

#### Grèves générales de juillet 2017
Les partis politiques et les syndicats d'opposition organisent une grève générale de 24 heures,, afin de protester contre l'approche des élections législatives constituantes. Cette grève comme le jeudi 20 juillet 2017, à 6h du matin heure locale - appelée par les grévistes "heure zéro",,. La grève est précédée, le mercredi 19 juillet, par quelques blocages de rue spontanés. Le syndicat lié à l'opposition Confederación de Trabajadores de Venezuela indique qu'au moins 12 de ses sections dans tout le pays participent à la grève, et le syndicat des employés des transports en commun de Caracas annonce participer aussi. La grève générale est soutenue par le patronat, les chambres de commerce et d’industrie, une partie des syndicats, les étudiants et les entreprises de transport. Certains secteurs économiques, accusés par le président de mener une « guerre économique », craignent l’instauration, via l’Assemblée constituante, d’un modèle économique « à la cubaine ».
Le 20 juillet, la grève est suffisamment suivie pour paralyser une partie du pays. Des barricades sont érigées, les commerces fermés et les transports en commun à l'arrêt dans plusieurs villes de l'ouest du pays. Lors d'affrontements, un manifestant de 24 ans est tué par balles à Los Tuques (une banlieue de Caracas), un autre de 23 ans est tué à Valencia ; à la suite du décès d'un manifestant de 15 ans dans un hôpital de l’État de Zulia, ce-dernier est la centième personne à mourir durant les manifestations ; puis encore 3 autres personnes meurent dont un homme de 34 ans tué par balles - au cours de la grève. Au moins une dizaine d'autres personnes sont blessées lors de la grève. Selon l’ONG Foro Penal, au moins 173 personnes sont arrêtées au Venezuela au cours de la journée, principalement à Caracas et dans les États de Zulia et de Nueva Esparta, tous deux dans le nord-est du pays.
Constatant que la première grève générale a été massivement suivie, le 22 juillet, la MUD appelle à faire une deuxième grève générale, de 48 heures cette fois, les 26 et 27 juillet,. Le gouvernement vénézuélien interdit cette grève. La grève commence le 26 juillet à 6 heures du matin dans plusieurs villes du pays. De nombreuses rues sont bloquées par des barricades dans l'est et le sud-est de Caracas ; cependant la circulation continue dans le centre. Rodrigo Diamanti, président de l'association de défense des Droits de l'homme Mundo sin Mordaza (Monde sans bâillon) dit craindre que des violences se produisent entre les manifestants et les partisans de Maduro. De fait, 8 personnes meurent durant la grève : 7 manifestants, dont 2 adolescents de 16 ans, et 1 policier (tué d'une balle). Les principales centrales syndicales ont soutenu la grève, Caracas a été en partie paralysée et la MUD revendique une grève suivie à 92 % dans le pays durant les première 24 heures. Bien que le gouvernement assure que la grève ait été un échec, à la suite de celle-ci, Nicolas Maduro déclare lors d'un meeting : « Je propose à l'opposition politique vénézuélienne qu'elle abandonne le chemin de l'insurrection [...] et que nous instaurions dans les prochaines heures, avant l'élection et l'installation de l'Assemblée constituante, un cadre pour dialoguer », tout en affirmant que son projet de modifier la Constitution irait jusqu'au bout.

#### Durant l'élection constituante du 30 juillet 2017
La veille et le jour de l'élection, les 29 et 30 juillet, plusieurs manifestations et actes violents ont lieu dans tous le pays, qui provoquent des morts et des blessés chez les pro- comme chez les anti-Maduro. Le samedi 29, dans l’État de Tachira, plusieurs centaines de personnes ont incendié des machines à voter installées dans deux écoles, et une cinquantaine de bureaux de vote ont été endommagés dans cet État, selon l’opposition. Dans la nuit du 29 au 30, José Felix Pineda, un avocat de 39 ans et candidat chaviste à l’élection, est assassiné dans sa maison à Ciudad Bolivar par un groupe de personnes armées et entrées chez lui par effraction,. Des affrontements ont lieu la nuit du 29 au 30 et la journée du 30 dans les États de Mérida et Barquisimeto, qui provoquent la mort de 3 manifestants,. Le maire de Barquisimeto, Alfredo Ramos, a été arrêté pour n'avoir pas empêché les manifestations et rapidement remplacé par une chaviste, Teresa Lunares. Les artères des principales villes du pays sont bloquées par les manifestants dès 4h du matin du 30 juillet. Le dimanche 30 à l'aube, un des dirigeants de l'opposition, Ricardo Campos, secrétaire à la jeunesse du parti d'opposition Action démocratique, 30 ans, est tué par balle à Cumana, dans l’État de Sucre,. Durant la journée du dimanche, plusieurs bureaux de vote sont bloqués par l'opposition, tandis que dans le quartier de Petare à l'est de Caracas plusieurs assesseurs ne se présentent pas. Les affrontements ont continué pendant une bonne partie de la journée de dimanche à Caracas où des opposants masqués ont dressé des barricades afin de bloquer les routes. Un engin explosif a blessé 4 policiers lors d’affrontements avec des manifestants sur une avenue du quartier d'Altamira,.

## Violences

### Manifestants
En septembre 2014, Lorent Saleh, fondateur de la JAVU, un des groupes les plus actifs durant les manifestations, est inculpé par la justice vénézuélienne après la présentation de vidéos où il suggère d'organiser des attentats à la bombe contre des lieux fréquentés pour accentuer la déstabilisation sociale et économique du Venezuela.

### Colectivos
Les colectivos, des groupes militants qui se présentent comme les défenseurs de la révolution, interviennent au côté du gouvernement lors des manifestations. Human Rights Watch explique que « le gouvernement du Venezuela tolère et encourage ces groupes civils armés » que HRW accuse d'« avoir intimidé les manifestants et démarré les hostilités. » Internationale socialiste condamne également ces groupes hostiles à l'encontre des manifestants. Le président Maduro remercie un certain groupuscule d'avoir défendu son gouvernement contre ce qu'il considère un « coup d'État mené par l'extrême droite », mais prend également ses distances face aux groupes armées, expliquant que « sa place n'est pas dans la révolution. »
Certains colectivos agissent violemment contre l'opposition sans entrave de la part des forces de l'ordre vénézuéliennes. Des colectivos s'en prennent à des manifestants et laissent sur leur passage, cinq véhicules endommagés dont deux brûlés, et un blessé par balle. Selon un correspondant de Televen, un groupe aurait tenté d'enlever et violer des individus dans un appartement à Maracaibo sans intervention de la garde nationale, mais la victime ne mentionne pas d'agression sexuelle,,,. Le vice président du Venezuela, Jorge Arreaza, félicite les colectivos expliquant que « s'il y a bien un comportement exemplaire à suivre, c'est celui des collectivos qui sont pour la révolution bolivarienne. » Cependant, le 28 mars, Arreaza promet le désarmement de tous les groupes armés du Venezuela. Les colectivos ont également été surnommés comme « piliers fondamentaux dans la défense du territoire,. » En mars 2014, des groupes paramilitaires s'en prennent violemment à 437 manifestants, soit 31 % des manifestants en mars, à l'aide d'armes à feu. Des colectivos armés auraient attaqué et brûlé l'Universidad Fermín Toro après une altercation avec des étudiants qui aurait fait un blessé,.

#### Prise d'otage du Parlement le 5 juillet 2017

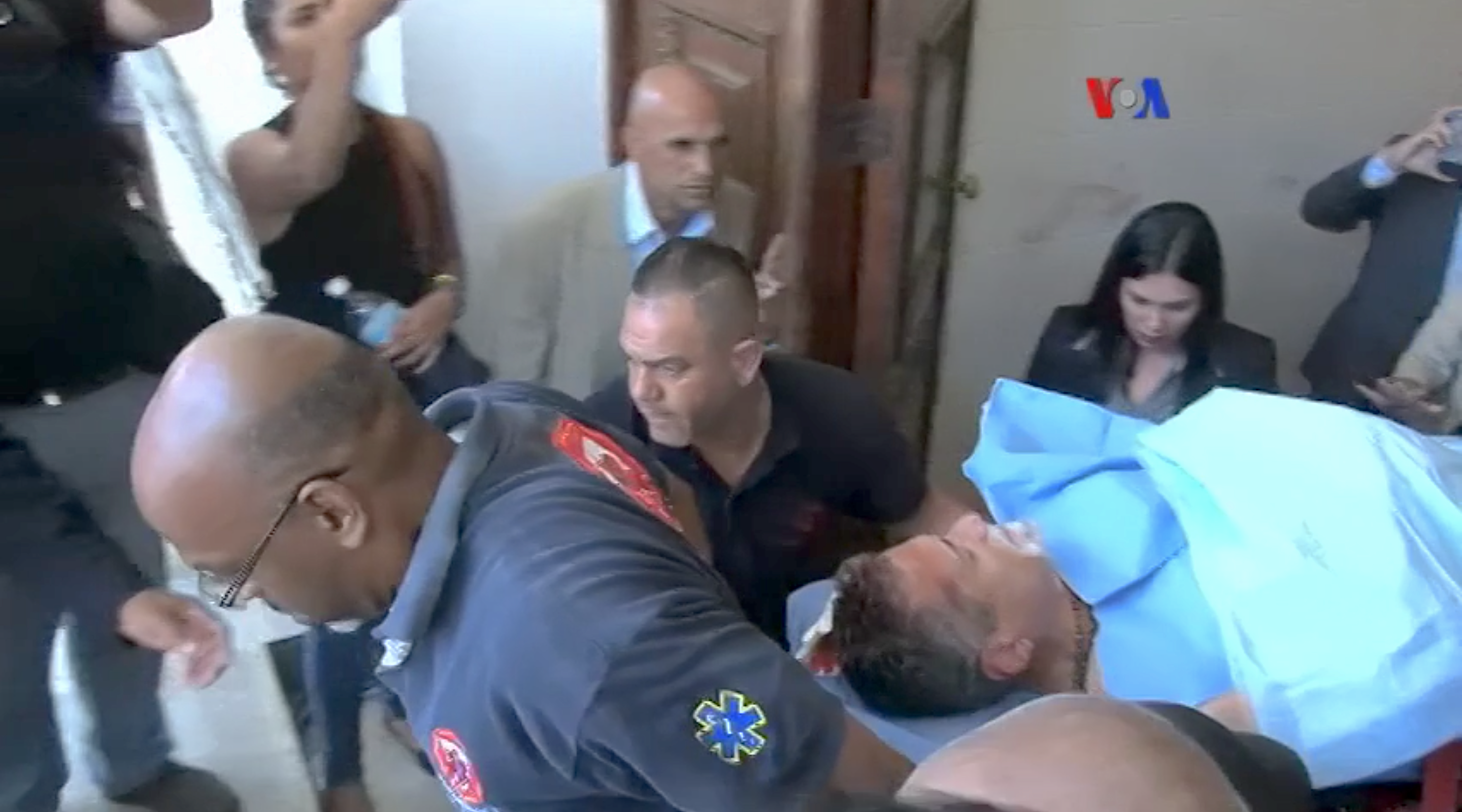
Évacuation du député Americo De Grazia

Le 5 juillet 2017 au matin, l'Armée vénézuélienne empêche les députés d'opposition, majoritaires au Parlement, d'y entrer. Tandis qu'à l'intérieur, le gouvernement organise une cérémonie improvisée pour le jour de l'indépendance, au cours de laquelle le vice-président Tareck El Aissami en profite pour remontrer l'opposition.
Dans l'après-midi, alors que l'opposition a pu s'installer dans l'hémicycle, un colectivo de dizaines de personnes, qualifiées de sympathisant chavistes par le député Rosmit Mantilla, équipée de bâtons, de couteaux, de pétards et de grenades assourdissantes, et peut-être d'armes à feu, force les grilles du Parlement et fait irruption. Leur leader aurait été Oswaldo Rivero, le présentateur d'un programme de télévision consacré à l'agitation chaviste. Les pro-Maduro expulsent une partie des journalistes des bâtiments, et séquestrent 350 députés, journalistes et employés du Parlement pendant 9 heures. Durant la prise d'otage, une bagarre éclate entre les députés et les membres du colectivo, qui fait 7 blessés,, : 5 députés (Armando Armas, Américo De Grazia, Nora Bracho, Luis Carlos Padilla, Leonardo Regnault) et 2 employés du Parlement (dont les noms n'ont pas été communiqués).
Le commandant du détachement de la garde nationale chargée de protéger le palais législatif, le colonel Bladimir Lugo, un maduriste, reste inactif au début de la prise d'otage. Ce sont les protestations de l'ambassadeur du Royaume-Uni à Caracas, John Saville, qui l'auraient poussé à disperser le siège. À la suite de cela, le colonel Lugo sera convoqué par le parquet.
De nombreux pays ont condamné cette agression : Argentine, Brésil, Paraguay, Uruguay, États-Unis, Mexique, Colombie et Espagne.

### Forces gouvernementales
Les autorités gouvernementales emploient la « force illégale contre des manifestants désarmés et autres populations. » Elles menacent et utilisent des armes à feu pour prendre contrôle des manifestations. Amnesty International rapporte « avoir reçu des informations concernant l'utilisation de fusils et de gaz lacrymogènes directement contre les manifestants sans avertissement » et que « de telles pratiques violent les droits internationaux et un mort a été recensé par conséquent. » Durant des mois de manifestations, l'utilisation massive de gaz lacrymogènes par les autorités de Chacao affectent les résidents et sont obligés de porter des masques à gaz pour « survivre » dans leurs habitations.
Alors que depuis avril 2017, 66 manifestants ont été tués, le ministre de la Défense vénézuélien reconnaît en juin les abus commis par des militaires sur les manifestants. Il s'engage à mettre fin aux « atrocités ».
À la suite de la mort d'un jeune manifestant tué par balles le 22 juin 2017, le bilan est revu à la hausse et porté à 75 morts. En juillet, Human Rights Watch diffuse une vidéo montrant, selon l'ONG, les violences des forces de sécurité à l'encontre des manifestants.

### Cas de torture
Un manifestant arrêté par la Garde nationale bolivarienne puis relâché témoigne avoir été torturé par une partie des représentants de forces de l'ordre pratique la torture sur les manifestants interpelés. Le Défenseur du Peuple, Tarek William Saab, le reconnaît mais nie avoir affaire à une pratique généralisée. De plus, selon l'ONG Foro Penal, les manifestants interpellés sont placés dans des prisons surpeuplées, dans des cellules sans douche ni toilette où une vingtaine de personnes sont entassées. D'autres sont enfermés dans des cellules où se trouvent des délinquants hautement dangereux. L'ONG "Une fenêtre sur la liberté" assure que dans les seuls centres de détention provisoire, la surpopulation carcérale dépasse les 400 %.
Selon un rapport de Human Rights Watch, de nombreux cas de torture des opposants politiques sont attestés : « Ces traitements incluent des tabassages, des électrochocs, des postures stressantes, suffocation, des menaces de violences sexuelles et de mort et ont pour but de punir, d'humilier et de terroriser les détenus, aussi bien que de leur soutirer des confessions et des informations concernant leurs supposées activités anti-gouvernementales. »

### Attaque du Tribunal suprême de justice le 27 juin 2017
Le 27 juin 2017, un hélicoptère volé, portant une banderole « 350 Libertad » (350 Liberté), en référence à l’article 350 de la Constitution qui appelle les Vénézuéliens à désobéir si les libertés démocratiques sont menacées, survole le Tribunal suprême de justice et le ministère de l'Intérieur. Ses occupants lancent 4 grenades sur le tribunal suprême, et tirent 15 coups de feu sur le ministère,. L'attaque ne blesse personne. L'hélicoptère s'enfuit ensuite, et est abandonné à Higuerote, tandis que le pilote Óscar Alberto Pérez est en fuite et introuvable.
Elle est revendiquée en simultané avec des vidéos postées sur Instagram par un policier nommé Óscar Pérez, (les sources ne s'accordent pas pour dire si c'est un policier d'élite, policier scientifique ou ancien policier de renseignement, et Pérez se définissait lui-même comme « un pilote d'hélicoptère, plongeur de combat et parachutiste libre »). Il y apparaît à visage découvert et entouré de quatre personnes en uniforme militaire et cagoulées, et il prétend agir au nom d’une « coalition de militaires, de fonctionnaires et de civils » opposés au « gouvernement transitoire et criminel ». « Nous n’appartenons à aucune tendance político-partisane. Nous sommes nationalistes, patriotes et institutionnalistes. »,.
Selon Oscar Rivas (metteur-en-scène connu au Venezuela), un ami de Pérez, celui-ci a été très affecté par l'assassinat de son frère moins de deux semaines plus tôt, poignardé chez lui lors du vol de son portable. Ceci aurait été l'élément déclencheur qui l'aurait poussé à passer à l'acte.
Le président vénézuélien Nicolás Maduro accuse un acte terroriste en ajoutant « Ils auraient pu provoquer des dizaines de morts » (une cérémonie avait lieu au ministère de l'Intérieur au moment où il a été mitraillé), accuse Pérez d'être lié à Miguel Rodríguez Torres – ce que ce-dernier nie – qui est l'ancien ministre de l'Intérieur et ancien chef des renseignements chaviste passé à l'opposition, et d'avoir agit pour le compte de la CIA. Et Maduro somme la MUD, l'organisation qui rassemble l'opposition, de « condamner cette attaque éminemment destinée à provoquer un putsch ». À l'inverse, Julio Borges, l'un des chefs de l'opposition, rapporte qu'une partie des opposants (dans laquelle il ne s'inclue pas) accuse Maduro d'avoir orchestré l'attaque, afin de pouvoir justifier la répression des manifestants. Miguel Rodríguez Torres accuse Maduro plus frontalement et dit s'étonner que le pilote Pérez ait pu voler librement au-dessus de Caracas. Un autre chef de l'opposition, le député Juan Guaido, déclare au nom du MUD qu'ils n'ont rien à voir avec l'incident, car « Ce n'est pas la manière d'agir de la coalition car nous exigeons un changement démocratique de façon pacifique ».
Óscar Pérez ré-apparaît dans une vidéo diffusée sur les réseaux sociaux le soir du 4 juillet. Il y affirme « que nous n'avons fait qu'endommager des structures comme le ministère de l'Intérieur et la Cour suprême. Il n'y a pas eu de dégâts collatéraux parce que ce n'était pas programmé, parce que nous ne sommes pas des assassins [...] comme vous, M. Maduro. ». Il assure également être revenu à Caracas afin que lui et son groupe participent aux manifestations.
Le 15 janvier 2018, il est repéré par la police dans le quartier El Junquito, à Caracas. Malgré son désir de négocier sa reddition, exprimée en direct sur les réseaux sociaux, lui et ses hommes tentent de faire exploser un véhicule chargé d'explosifs contre les policiers. L'assaut est donné et Pérez est tué, ainsi que d'autres mutins. Six membres du groupe sont par ailleurs capturés. Deux policiers sont tués et cinq blessés dans l'opération.

## Médias

### Médias locaux

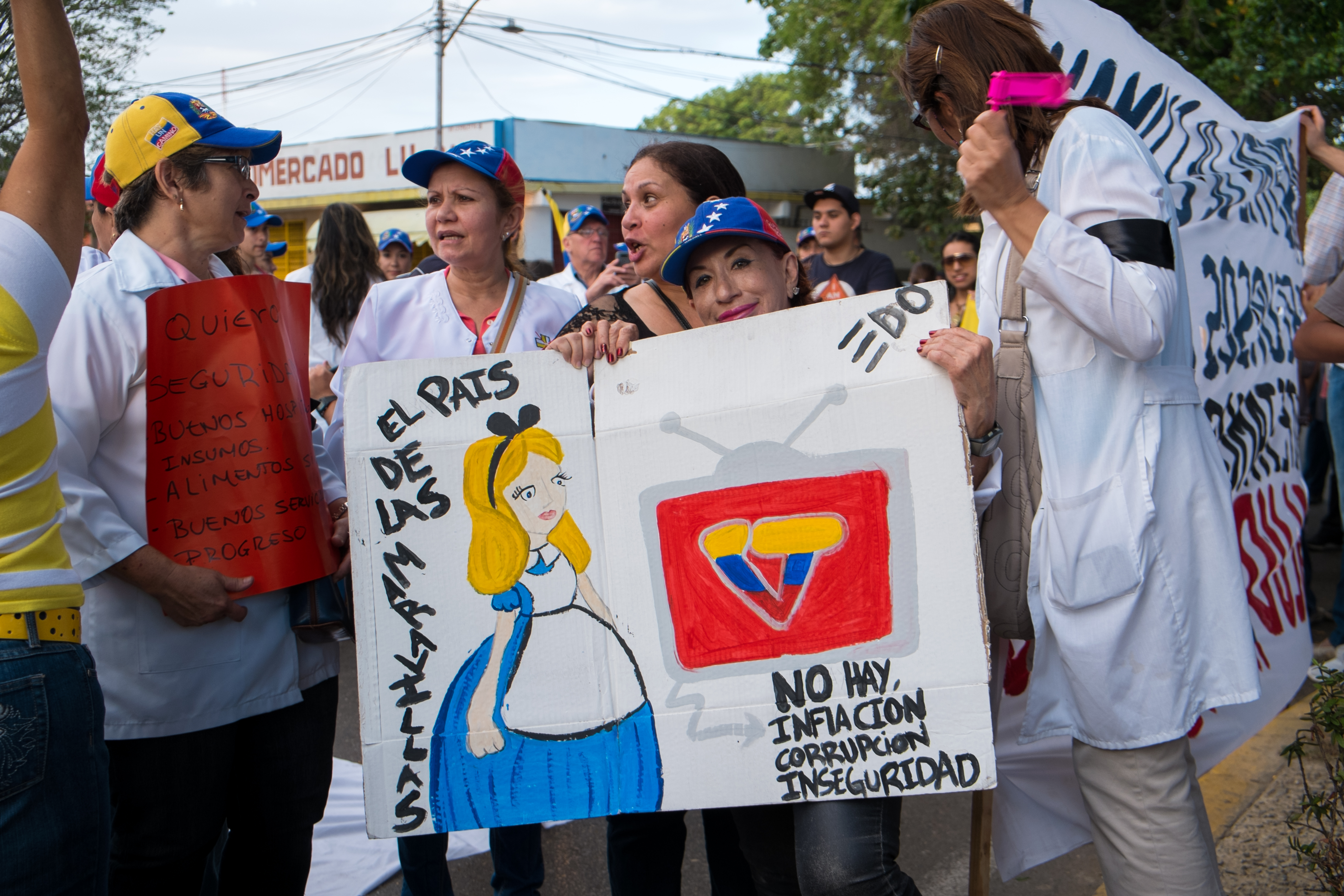
Opposante manifestant contre les médias imposés par le gouvernement.

L'Inter American Press Association manifeste contre la « censure officielle » des médias menée par le gouvernement vénézuélien qui inclut le blocage d'Internet, le bannissement des chaînes, le renvoi des médias étrangers dans leur pays, l'intimidation des journalistes et la limitation intentionnelle des ressources journalistiques. L'Association of Foreign News Correspondents du Venezuela accuse également le gouvernement d'agressions, d'abus, d'intimidations, de menaces et de vols du matériel journalistique. Le Syndicat national des travailleurs de la presse (SNTP) du Venezuela explique qu'il y aurait eu au moins 181 agressions de journalistes et « 82 affaires d'intimidation, 40 agressions physiques, 35 vols et destruction de matériels journalistiques, 23 arrestations et un blessé par balle », notamment,. En réponse à la pénurie de journaux, et au silence de 13 journaux vénézuéliens, l'organisation colombienne Andiarios envoie sur place 52 tonnes de journaux El Nacional, El Impulso et El Nuevo País afin de défendre « la liberté d'expression et le droit à l'information. » D'autres associations localisées à Porto Rico, au Panama et à Trinité-et-Tobago envoient également leurs sources d'informations au Venezuela afin de combler la pénurie de journaux causée par des restrictions imposées par le gouvernement vénézuélien.
Les ressources médiatiques sont limitées par le gouvernement ; « des chaînes de télévision anti-gouvernementales comme RCTV et Globovisión ont vu leur licence révoquées et ont été forcés à changer de direction, respectivement. » Le gouvernement a, selon l'opposition, « une puissante structure radiophonique, télévisuelle et journalistique. » Un groupe d'artistes vénézuéliens se joint à un groupe nommé Eco, afin de parler des violations et des crimes qui se sont déroulés au Venezuela lors des manifestations. VTV diffuse une parodie satiriques des vidéos tournées par le groupe Eco.
L'Association of Foreign News Correspondents du Venezuela accuse le gouvernement d'agression envers des journalistes. Le Syndicat national des travailleurs de la presse explique que, durant les premiers mois de manifestations, 205 agressions ont été menées à l'encontre de 152 journalistes de presse,,. La National Institute of Journalists (CNP) explique que 262 attaques contre la presse sont survenues entre février et juin. Selon El Nacional, le Servicio Bolivariano de Inteligencia Nacional (SEBIN), de son côté, perquisitionne, à de nombreuses reprises, le matériel des journalistes et des défenseurs des droits de l'Homme. Il est également expliqué que la société les intimide occasionnellement en surveillant tous leur faits eet gestes. Le 22 avril, des journalistes de La Patilla déployés à Santa Fe sont retenus contre le gré par la garde nationale. Accusés comme des « faux journalistes », ils devaient montrer leurs papiers d'identité aux gardes et des photos ont été prises. Ils sont par la suite libérés sans plus de détails. Dans un autre incident, un photojournaliste de La Patilla est agressé par la police nationale qui tentait de lui perquisitionner sa caméra alors qu'il prenait des photos des événements à Las Mercedes,,. Une semaine après son agression à Las Mercedes, le photojournaliste de La Patilla est agressé une nouvelle fois par la police nationale à Baruta. Alors qu'il prenait des photos des manifestations le 14 mai, un groupe de journalistes dit avoir été agressé par la garde nationale. Le 27 mai, le journaliste de La Patilla est attaqué pour la troisième fois et tiré dessus par la garde nationale. Deux journalistes sont blessés le 5 juin.
Le 13 février, le siège à Caracas de Venezolana de Televisión, chaine de télévision réputée favorable au gouvernement, est attaquée avec des armes à feu. Le 29 mars, ses locaux situés dans l’État de Táchira sont également attaqués avec des jets de pierres et de cocktail molotov.

### Médias étrangers
Le Robert F. Kennedy Center for Justice and Human Rights explique que « les informations concernant les manifestations ont été plus que difficile à récolter par les médias officiels et ONG, du fait que le gouvernement tente d'étouffer les événements » et que « les journalistes ont été menacés et arrêtés, et leurs équipements confisqués et détruits. » Du matériel appartenant à CNN a été confisqué et possiblement détruit par les forces gouvernementales. Ces menaces proférées par le président Maduro a créé un « climat de plus en plus oppressant » pour les journalistes. Les chaînes de télévision au Venezuela arrivent difficilement à retransmettre les événements en direct.

### Censure

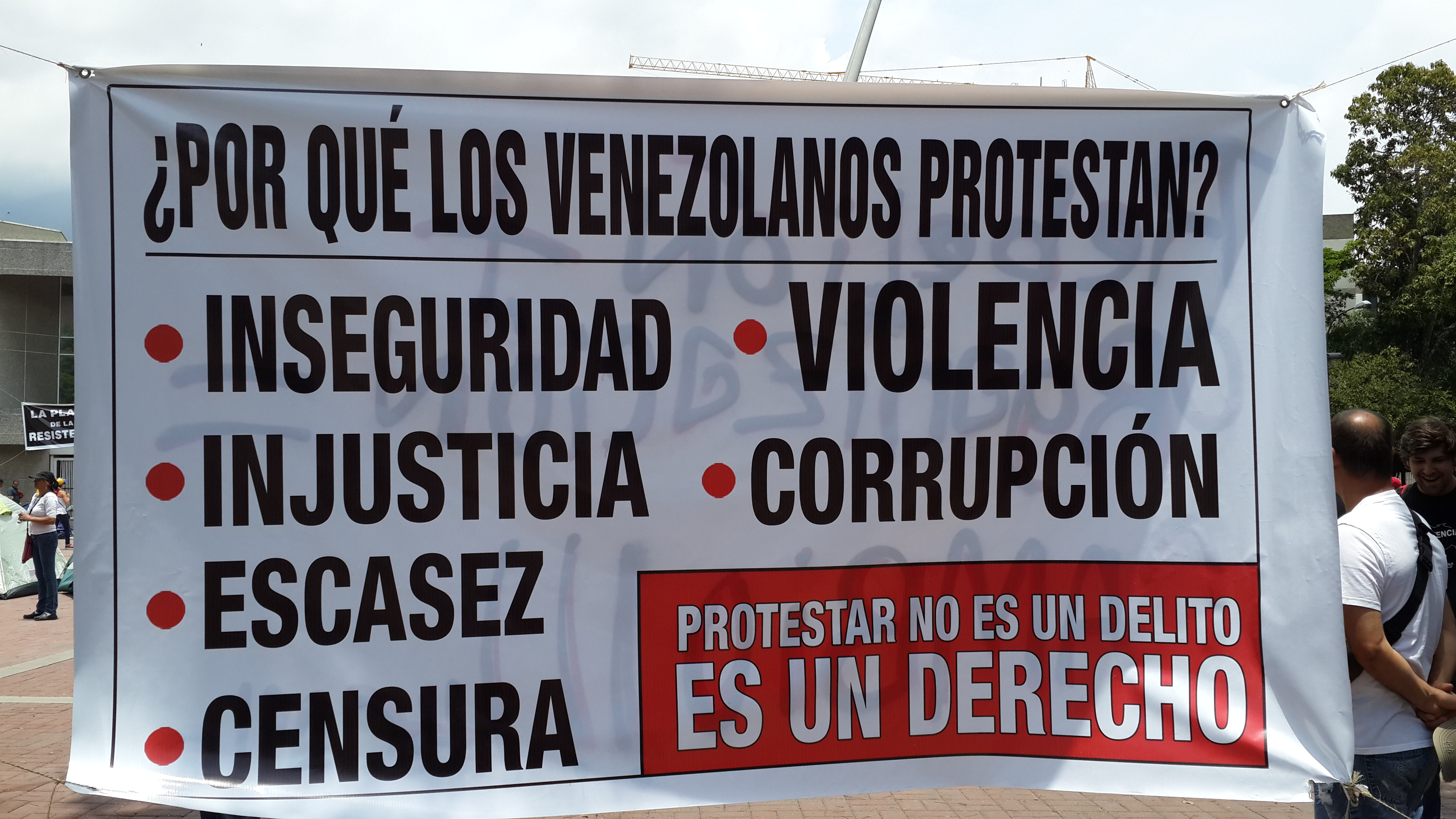
Signe d'opposition : Pourquoi les vénézuéliens manifestent ? Insécurité, injustice, pénuries, censure, violence, corruption. Manifester n'est pas un crime, c'est un droit.

Le secrétariat de Reporters sans frontières explique, dans une lettre au président Maduro, condamner la censure menée par le gouvernement vénézuélien ; en réponse à cette lettre, Delcy Rodríguez nie ces attaques. Selon le journal espagnol El País, la National Telecommunications Commission of Venezuela (Conatel) a exigé des fournisseurs Internet vénézuéliens tout blocage à l'accès de sites allant à l'encontre du gouvernement. El País rapporte également une possible limitation des informations depuis DirecTV, CANTV (en), Movistar et un blocage possible de l'accès sur YouTube et Twitter.

#### Internet
Des images sur Twitter ont été temporairement rapportées indisponibles au Venezuela pendant 3 jours (12–15 février) après leur blocage par le gouvernement vénézuélien,. Le porte-parole de Twitter Nu Wexler explique en ces termes : « Je confirme que les images ont été bloquées au Venezuela » et ajoute « nous sommes sûr que ce blocage a été mené par le gouvernement,. » Cependant, le gouvernement vénézuélien explique n'avoir bloqué aucun accès sur Twitter, et qu'il s'agissait d'un problème technique.
L'accès à Internet est rapportée indisponible à San Cristóbal pour plus d'un demi million d'utilisateurs à la suite des restrictions d'accès,,,,. Cet événement survient après les menaces du président Maduro qui pesaient contre Táchira. L'accès à Internet est restreint pendant un jour et demi.

#### Médias locaux et étrangers
Une lettre de menace de mort a été posée sur le pare-brise d'une journaliste à Tupamaros. La note était intitulée Operation Defense of the Socialist Revolution, Anti-Imperialist, and Madurista Chavista. Un cadreur renvoyé de Globovisión a partagé des images censurées par l'agence montrant des troupes de la garde nationale et colectivos collaborant pendant les manifestations.
La chaîne d'informations colombienne NTN24 est retirée des ondes par CONATEL (l'agence gouvernementale vénézuélienne chargée à la supervision et au contrôle des télécommunications) pour « apologie de la violence. » Le président Maduro dénonce également Agence France-Presse (AFP) de manipulation de l'information concernant les manifestations. Des équipes de CNN se sont vu retirer leur matériel par les forces de l'ordre et par la suite possiblement détruit.

### Réseaux sociaux
Les réseaux sociaux sont un moyen efficace pour les vénézuéliens de mettre en ligne toute information en provenance des rues, contrairement aux informations télévisées et radiophoniques filtrées par le gouvernement. La popularité des réseaux sociaux chez la plupart des Vénézuéliens est due au manque de confiance en leur gouvernement. Selon Mashable, Twitter est très populaire chez les vénézuéliens et selon l'opposition : « le Venezuela est une dictature, et le seul réseau libre d'accès est Twitter. »

## Procès
D'avril à juillet 2017, 4 500 manifestants auraient été interpellés, selon l'ONG Foro Penal. Parmi eux, un millier sont gardés en détention, dont 300 sur ordre de tribunaux militaires. Les tribunaux civils et les tribunaux militaires se répartissent les affaires. Les tribunaux militaires sont souvent jugés plus opaques que les tribunaux civils. Les manifestants arrêtés pour « tentative de rébellion » risquent jusqu'à 18 ans de prison. Ceux qui le sont pour avoir participé aux grèves générales de juillet 2017, qui avaient été interdites par le gouvernement, risquent 5 à 10 ans de prison.
Depuis 2017, plus de 150 membres des forces de l'ordre ont été condamnés pour des violations des droits humains commises lors de la répression des manifestations.

## Réactions
Le gouvernement a dénoncé face aux manifestations, des tentatives de coup d’État, de dérive fasciste de la droite vénézuélienne ou d'orchestration de guerre civile, théories que la directrice de Control Ciudano, une ONG, dément : les portefeuilles ministériels et les postes de gouverneur de région sont détenus à 25 % et 47 % respectivement par des militaires et anciens militaires, faisant de l'armée une alliée du pouvoir en place. Selon un sociologue, l'évocation de la tentative de coup d'état perpétrée en 2002 par l'opposition alors qu'Hugo Chávez était en exercice, est un élément de langage politique permettant au gouvernement de se poser en victime et de criminaliser les manifestations. Les accusations de fascisme sont des qualifications souvent employées par le gouvernement pour pointer du doigt les manœuvres de l'opposition.
Le 24 mai 2017, Luisa Ortega Díaz, une chaviste historique, procureure générale du Venezuela depuis 2007, reconduite jusqu'en 2021, considère que « des groupes armés ne doivent pas attaquer des manifestations pacifiques » et précise que des investigations sont en cours à l'égard de ces groupes paramilitaires qui contrôlent les quartiers populaires. Elle dénonce le recours aux tribunaux militaires à l'encontre des civils arrêtés lors des manifestations,.

### Organisations internationales
- ALBA – soutient le gouvernement Maduro[159].
- L'Union européenne se sent profondément concernée par les incidents qui se sont déroulées à Caracas le 12 février, et appelle les partis politiques du pays à trouver un accord dans le calme[160].
- Le Marché commun du Sud rejette « les actions criminelles des groupes violents qui ne font que propager l'intolérance et la haine au Venezuela[161]. ». En décembre 2016, le Venezuela est exclu du Mercosur[162]. Le 23 juillet 2017, l'organisation réaffirme son soutien à l'opposition[162].
- L'Union des nations sud-américaines exprime sa solidarité envers le gouvernement vénézuélien et les familles des victimes, appelant ainsi à la paix[163].
- Les Nations unies se sentent profondément concernées quant à l'escalade de la violence au Venezuela, qui implique la mort d'au moins trois personnes lors des manifestations, et appellent au dialogue[164].

### Réactions internationales
- Argentine – le pays condamne ces démonstrations de force qu'il juge non-démocratique, et apporte son soutien au président Maduro[165]. Le soutien de l'Argentine à Maduro a été vivement critiqué par Laura Alonso, députée du parti de l'opposition Propuesta Republicana[166]. Le président argentin Mauricio Macri déclare lors d'un sommet du Mercosur, le 23 juillet 2017 : « Nous appelons à la paix, demandons la liberté des prisonniers politiques et l'adoption rapide d'un calendrier électoral »[162].
- Bolivie – le pays accuse l'opposition vénézuélienne de mener un coup d'État[167].
- Brésil – Luiz Alberto Figueiredo, ministre des Affaires étrangères brésilien, explique que son gouvernement surveille de près la situation au Venezuela[168].
- Chili - le Chili regrette les morts lors des manifestations à Caracas et exprime ses condoléances aux familles des victimes. Le Chili encourage également un dialogue de paix[169].
- Colombie - le pays déplore ces violences et exprime ses condoléances aux familles des victimes[170].
- Cuba - argue que le président Nicolas Maduro est le plus légitime et refuse donc toute médiation sur son départ[65].
- États-Unis - le secrétaire d'État John Kerry a dénoncé les mesures du gouvernement vénézuélien et accuse le président Nicolás Maduro de mener une « campagne de terreur » contre le peuple vénézuélien[17]. Le Trésor américain met en place, le 26 juillet 2017, des sanctions ciblées contre 13 hauts-responsables gouvernementaux vénézuéliens en gelant leurs comptes bancaires et patrimoines sur le territoire des États-Unis[171]. À la suite des grèves générales de juillet 2017, le 27 juillet les États-Unis ordonnent aux familles de diplomates en poste au Venezuela de quitter le pays.
- Union européenne - la cheffe de la diplomatie européenne Federica Mogherini a fait part le 26 juillet 2017 de sa « préoccupation » sur les « violations des droits de l'homme et l'usage excessif de la force »[65].

En mai 2017, un appel d'« intellectuels de gauche », des Amériques et d’Europe, est lancé contre la violence au Venezuela. Ils considèrent le gouvernement « de plus en plus délégitimé, prenant un fort caractère autoritaire » mais aussi une frange de l'opposition « qui recherchent également une issue violente ».